# Place de la Croix-de-Pierre (Rouen)
Pour les articles homonymes, voir Place de la Croix-de-Pierre.

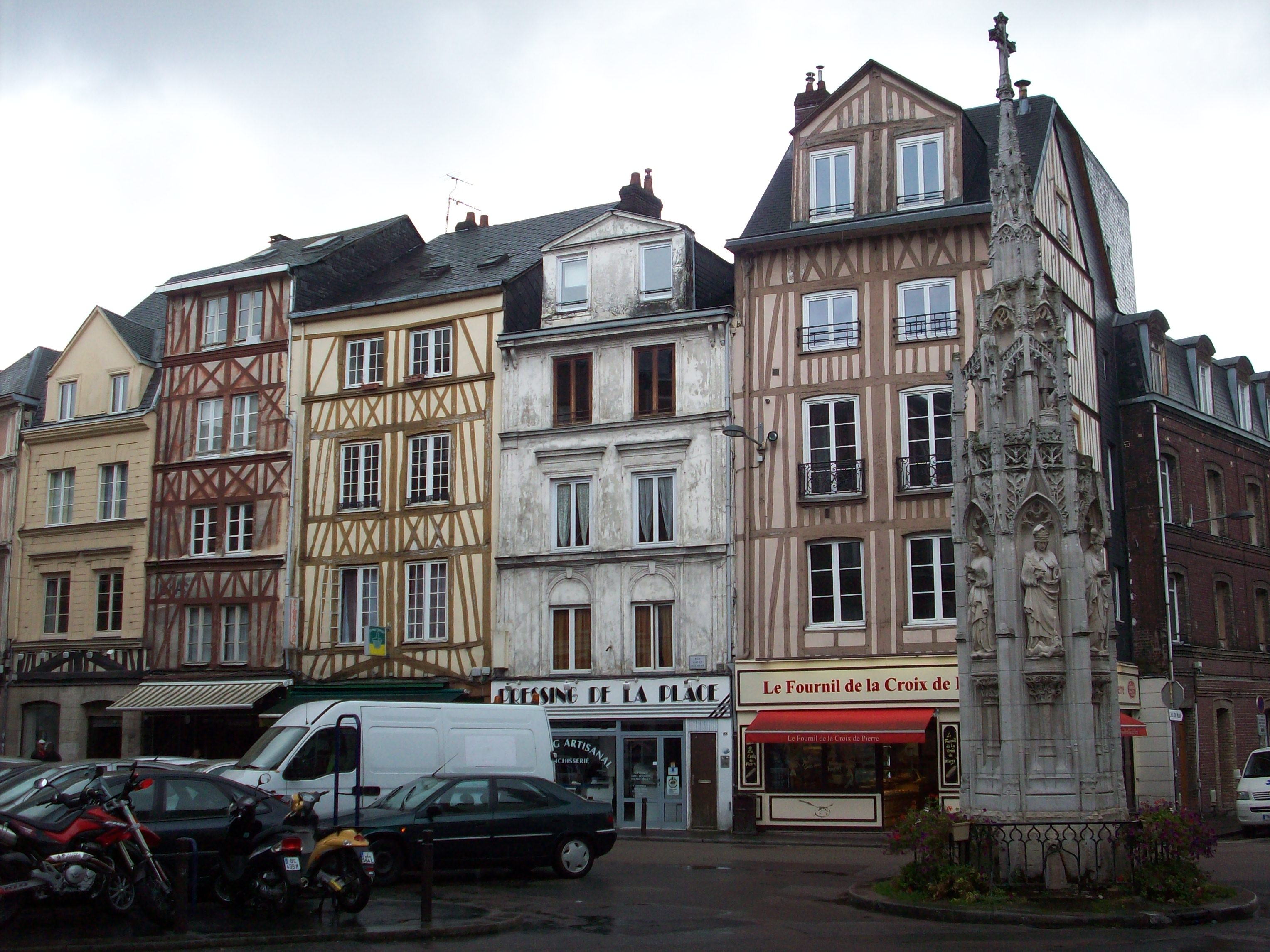
Place de la Croix-de-Pierre à Rouen.

La place de la Croix-de-Pierre est une voie publique de la commune de Rouen.

## Description

### Situation et accès
La place de la Croix-de-Pierre est située à Rouen. Elle se situe au carrefour de trois sources : la source d'Yonville, la source de Darnetal et la source de Gaalor.

### Dénomination
La place doit son nom à celui d'une fontaine de style gothique et de forme pyramidale construite en 1517 à côté d’une croix de pierre édifiée en 1197 par l’archevêque Gautier de Coutances. 

### La fontaine
Autrefois au centre de la place, la version originale de cette statue est déplacée square André-Maurois. Maintes fois restaurée, la fontaine est finalement reconstruite en 1870 à l’identique par l’architecte Jacques-Eugène Barthélémy.